# Aïn Hanech
Le gisement préhistorique d'Ain El-Hanech (la Source du Serpent, en français). Il s'agit d'un ancien lac, situé dans la commune de Guelta Zerka, à environ 7 km au nord-ouest d'El Eulma, dans la wilaya de Sétif, en Algérie.

## Historique
Le site d'Ain El-Hanech fut découvert en 1947 par le paléoanthropologue français Camille Arambourg (1885-1969), au cours de ses recherches à visée paléontologique de dépôts continentaux dans la région de Sétif,. Des fossiles découverts dans la région sont datés de 2.4 millions d'années,.

## Description
Ce gisement a livré des ossements fossiles d'animaux du Pléistocène inférieur, associés à une industrie sur galets de type oldowayen. La paléofaune comprend des éléphants, équidés, bovidés, suidés, hippopotames et rhinocéros. Les galets taillés consistent en des polyèdres, subsphéroïdes et sphéroïdes à facettes, analogues à ceux trouvés sur les sites d'Olduvai, en Tanzanie. Ils ont été mis au jour dans une couche datée par paléomagnétisme de 1,8 million d'années,. Il s'agit de galets façonnés en outils par une taille rudimentaire.

## Paléoenvironnement
Les vestiges de flore et de faune reflètent un milieu de plaine alluviale et de savane ouverte, avec une végétation de type C3, analogue à celle qui existe actuellement en région méditerranéenne.
Le site témoigne d'une occupation saisonnière sur les bords d'un ancien lac. De tels emplacements fournissaient la matière première en galets calcaires et nodules de silex pour fabriquer des outils, et l'opportunité de chasser des animaux venant s'abreuver.

## Analyse
Bien qu'aucun fossile humain n'ait été trouvé sur le site, l'ancienneté du gisement d'Ain El-Hanech illustre l'expansion précoce des premiers hommes vers l'Afrique du Nord, il y a au moins 1,8 million d'années.